# Fingerprintz
Fingerprintz — британская нововолновая группа, образованная в 1978 году в Лондоне, Англия, певцом и автором песен шотландцем Джимми О’Нилом и, согласно Allmusic, ставшая одним из немногих коллективов, «придавших хоть какой-то авторитет рыночному термину new wave». Квартет исполнял мелодичный постпанк, выполненный в простых, но изящных аранжировках, созвучный The Smiths и отмеченный склонностью к криминальной тематике. Fingerprinz, выпустив три студийных альбома (два на Virgin Records, один — на Stiff) в 1981 году распались. В 1986 году Бёрнс и О’Нил образовали новую группу, The Silencers.

## История группы
Основатели группы шотландцы Ча Бёрнс и Джимми О’Нил начали свою музыкальную карьеру в Лондоне: первый некоторое время был гитаристом Adam & the Ants, второй — писал песни, в частности, для таких исполнителей, как Лена Лович и Пол Янг. За дебютным Dancing With Myself EP последовал первый альбом The Very Dab (Virgin International, 1979). Записанный на почти примитивной уровне, альбом вводил слушателя в «темную, пульзирующую зону отрывистой поп-музыки и — то хитрых, то странных текстов» («Punchy Judy», «Beam Me Up Scotty»), производивших временами леденящий душу эффект — благодаря как шотландскому акценту вокалиста, так и криминальным мотивам в сюжетах («Fingerprince», «Wet Job»).
Второй альбом Distinguishing Marks, записанный продюсером Ником Гарви, в звучании оказался намного более сглаженным; он напомнил рецензенту Trouser Press своим ровным гудением «хорошо отлаженный мотор» («лишь отчаянно ненормальные тексты выдают здесь всё тот же отказ играть по правилам», — уточнял Скотт Айлер). Трек «Bulletproof Heart» был выпущен синглом: коммерческого успеха не имел, но остался самым известным релизом группы.
Третий альбом Beat Noir, записанный в Париже и Лондоне при участии пятой участницы Сэйди, жены Джимми О’Нила, ознаменовал новый резкий стилистический поворот — в сторону фанк-рока вполне в духе своего времени, — но оказался в карьере Fingerprinz последним: эта музыка была вполне клубной, но по-прежнему недостаточно коммерческой, чтобы найти путь к массовому слушателю. Группа, согласно Allmusic, записывала умные, мастерски сработанные песни, но…

Проблема состояла только в одном: где аудитория? Музыка она била точно в цель; одному Богу известно, что отвратило от них массы. Во всяком случае, уж точно — не качество записанных пластинок, которые, пусть подчас излишне гладко спродюсированные, были умными и проникновенными. Возможно, <Fingerprinz> не попали в ногу со временем, не уловили его духа, а может быть, просто не получили своего шанса на прорыв…— Джон Дуган, Allmusic
После выхода третьего и последнего альбома Beat Noir (1981) О’Нил решил распустить группу. В 1987 году вместе с Бёрнсом он собрал новый состав, The Silencers, имевший куда больший коммерческий успех, нежели Fingerprinz, но (как пишет Дж. Дуган) в творческом отношении намного уступавший предшественнику.

## Состав
- Kenny Alton — бас-гитара, вокал
- Cha Burnz — гитара, вокал
- Jimme O’Neill — гитара, вокал
- Bob Schilling — ударные[5]

## Дискография

### Fingerpinz
- The Very Dab (Virgin Int’l) 1979
- Distinguishing Marks (Virgin) 1980
- Beat Noir (Stiff) 1981

## The Silencers
- A Letter From St. Paul (RCA) 1987
- A Blues for Buddha (UK RCA) 1988 (RCA) 1989
- Dance to the Holy Man (RCA) 1991

## Видео
- Bulletproof Heart. — Fingerprintz в программе BBC The Grey Old Whistle Test.